# Szwadron Przyboczny Prezydenta Rzeczypospolitej

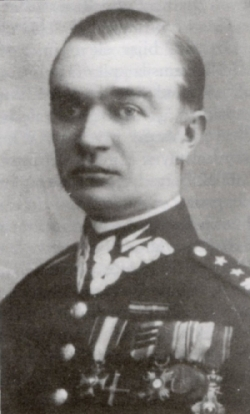
rtm. Józef Szostak, pierwszy i ostatni dowódca Szwadronu Przybocznego Prezydenta Rzeczypospolitej

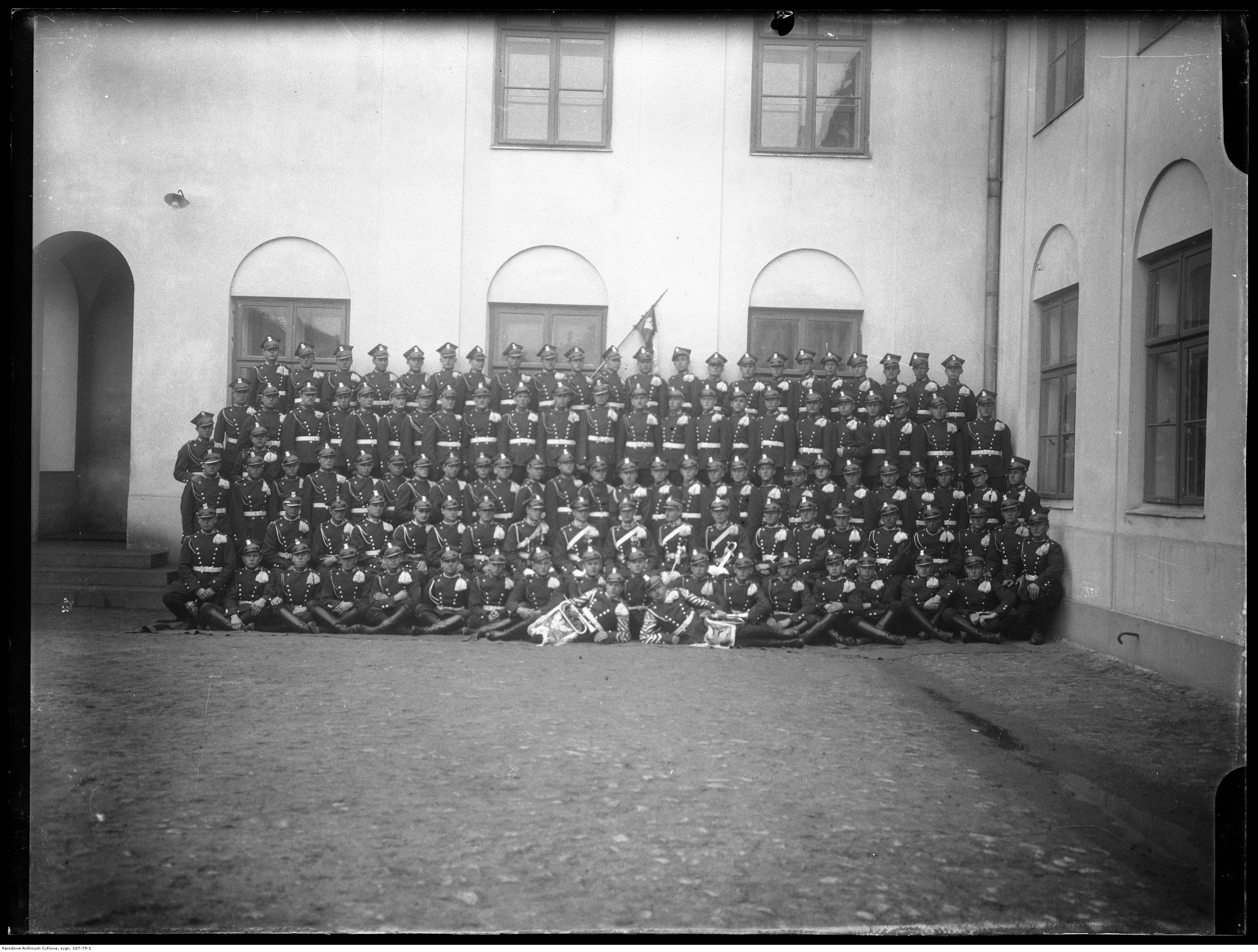
Szwadron Przyboczny Prezydenta II Rzeczypospolitej, 1925 rok

Szwadron Przyboczny Prezydenta Rzeczypospolitej – reprezentacyjny pododdział kawalerii Wojska Polskiego.

## Historia
19 grudnia 1922 roku, na podstawie rozkazu opublikowanego w Dodatku Tajnym Nr 30 do Dziennika Rozkazów Ministerstwa Spraw Wojskowych Nr 50, dotychczasowy Szwadron Przyboczny Naczelnika Państwa został przemianowany na Szwadron Przyboczny Prezydenta Rzeczypospolitej. 
Pierwszym dowódcą szwadronu został por. Józef Szostak. 30 kwietnia 1924 roku jednostka liczyła 171 oficerów i ułanów. Corocznie szwadron otrzymywał 80 rekrutów, którzy musieli być narodowości polskiej, wzrostu od 174 do 176 cm. Od rekrutów wymagano także umiejętności czytania i pisania.
W czasie zamachu majowego dokonanego przez marszałka Józefa Piłsudskiego szwadron dowodzony przez Józefa Poraj-Wilczyńskiego wziął udział w działaniach bojowych walcząc po stronie prezydenta Stanisława Wojciechowskiego. W piątek 15 maja 1926 roku szwadron osłaniając prezydenta i rząd przeszedł do Wilanowa.
Po likwidacji Szwadronu Przybocznego Prezydenta Rzeczypospolitej, delegacja w składzie gen. Mariusz Zaruski, mjr Adam Radomyski i mjr Adam Nebelski przekazała sztandar szwadronu do Muzeum WP w Warszawie, a  16 lipca 1926 szwadron wcielono w skład 1 Pułku Szwoleżerów Józefa Piłsudskiego, jako 2. szwadron. Oddział nadal pełnił funkcje reprezentacyjne.

## Kadra szwadronu
- dowódca szwadronu - rtm. Józef Szostak (do 26 VII 1926 → 1 pszwol)
- młodszy oficer - por. Kazimierz Pereświet-Sołtan
- młodszy oficer - por. Józef Makowiecki (do 26 VII 1926 → 1 pszwol)
- młodszy oficer - por. Kazimierz Władysław Zaleski (do 19 VII 1926 → oficer kancelaryjny w Gabinecie Wojskowym Prezydenta RP)
- młodszy oficer - ppor. Józef Czesław Wilczyński (do 26 VII 1926 → 1 pszwol[5])
- młodszy oficer - por. Roman Koperski (od 6 V 1926[6])
- szef szwadronu - wachm. Narcyz Witczak-Witaczyński (13 XII 1919 - 26 V 1926)

## Barwy szwadronu
14 lipca 1920 roku zamiast patki na kołnierzu został przywrócony proporczyk biało-amarantowy ze srebrnym galonikiem pośrodku. Proporczyk miał być naszywany na kołnierz munduru w odległości ½ cm od wężyka, natomiast na środku kołnierza płaszcza przyszywany w odległości 2 cm od krótkiego brzegu. 